# Carles Felip de Schwarzenberg
El Príncep Carles Felip de Schwarzenberg (en alemany: Karl Philipp Fürst zu Schwarzenberg; Viena, 18 d'abril de 1771 - Leipzig, 15 d'octubre de 1820) va ser un diplomàtic i militar austríac, que va ocupar el càrrec d'ambaixador a París de 1810 a 1813. En 1812 va ser líder de les forces austríaques durant la campanya de Rússia. Enfrontats novament l'emperador Francesc i Napoleó, va dirigir l'exèrcit austríac a la batalla de Leipzig (1813) i un any més tard va estar al comandament de l'exèrcit de la coalició antinapoleònica.

## Biografia

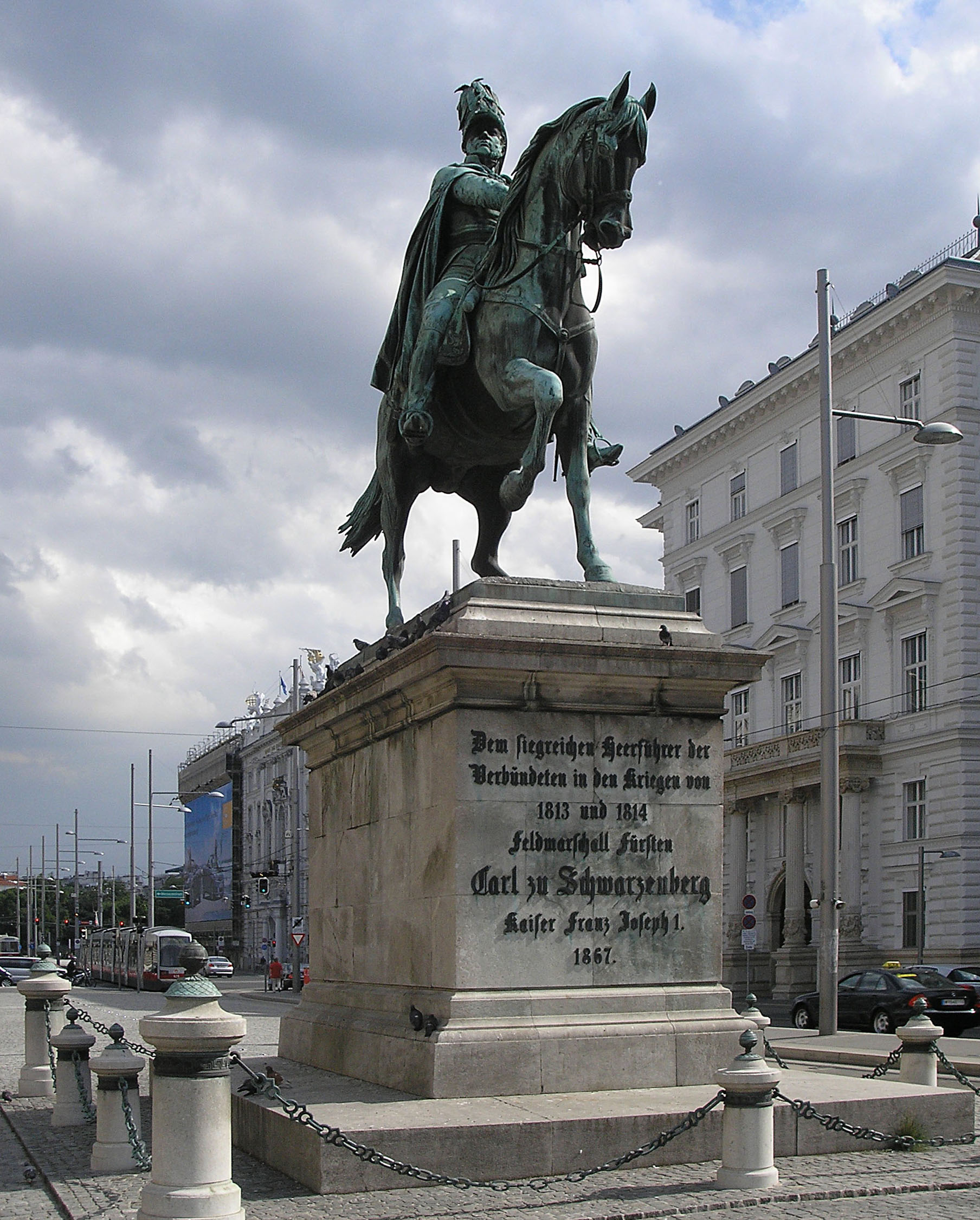
Estàtua eqüestre de Carles Felip a Viena.

Carlos Felipe era fill d'el Príncep Johann Nepomuk Anton von Schwarzenberg i Maria Leonor, comtessa de Öttingen-Wallerstein. En 1788 va entrar a la cavalleria imperial, on va combatre un any després contra els turcs sota les ordres de Franz Moritz von Lacy i Ernst Gideon Freiherr von Laudon. Aviat es va distingir pel seu valor en el combat i en 1792 va ser ascendit a major. Durant la campanya contra França duta a terme per la Primera Coalició en 1793, va servir a les ordres del príncep Josias de Coburg, prenent les ciutats de Valenciennes, Oisy i Estreux-lès-Landrecies i derrotant a l'exèrcit francès a la batalla lliurada a Cateau- Cambrésis (França) en 1794. En aquella batalla va executar una impetuosa càrrega de cavalleria al capdavant del seu regiment, recolzat per dotze esquadrons britànics, trencant les línies enemigues i matant i ferint uns 3.000 soldats francesos, a més de capturar 32 canons enemics. Aquesta acció li va valer la Creu de l'Ordre de Maria Teresa.
En 1796 va ser elevat a la franja de major-general després d'haver participat en les batalles d'Amberg i Würzburg. En 1799 va ser ascendit a mariscal de camp. En 1800 va aconseguir salvar el flanc dret de l'exèrcit austríac en la derrota soferta en la batalla d'Hohenlinden i posteriorment va rebre l'encàrrec per part de l'arxiduc Carles d'Àustria-Teschen de comandar la rereguarda de l'exèrcit. En la campanya de 1805 duta a terme contra Napoleó per la Tercera Coalició, va manar una divisió de l'exèrcit de Karl Mack von Leiberich. En la presa de Ulm per les tropes napoleòniques l'octubre de 1805, sota les ordres de l'Arxiduc Fernando d'Àustria-Est, va tallar les línies enemigues. Aquest mateix any va ser anomenat Comandant de l'Ordre de Maria Teresa i en 1809 va rebre l'Orde del Toisó d'Or.
En 1808, Àustria va decidir enviar ajuda a Rússia per lluitar contra França. Schwarzenberg, persona grata a la cort de Sant Petersburg, va ser enviat al front. No obstant això, durant la guerra de la Cinquena Coalició va tornar a Àustria per combatre a la batalla de Wagram, sent ascendit més tard a general de cavalleria. Després del Tractat de Schönbrunn va ser enviat a París, on va ser ambaixador d'Àustria entre 1810 i 1813, per negociar el matrimoni entre Napoleó i l'arxiduquessa María Luisa d'Àustria. El príncep va organitzar un ball en honor de la núvia l'1 de juliol de 1810, en el qual a causa d'un incendi van morir tràgicament molts dels assistents, inclosa la seva cunyada.

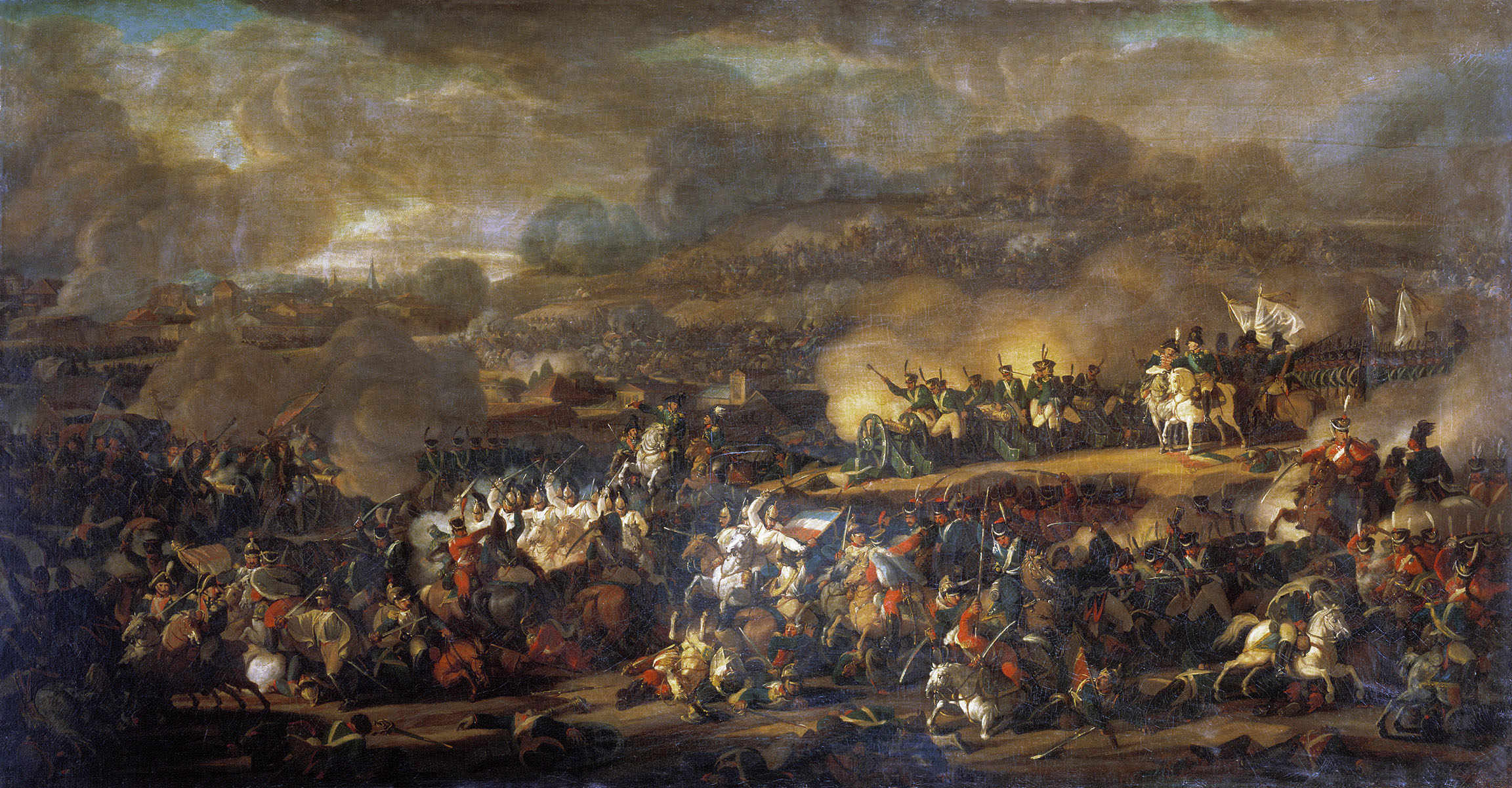
Quadre de la Batalla de les Nacions de Vladimir Ivanovich Moshkov.

Napoleó tenia en alta estima a el príncep Carles Felip, fins al punt de demanar-li que dirigís les tropes auxiliars austríaques durant la Invasió napoleònica de Rússia en 1812. Schwarzenberg va tenir èxit en diverses accions menors gràcies a maniobres hàbils i sense necessitat de lliurar grans combats. Després d'aquestes accions es va mantenir inactiu durant diversos mesos en Pultusk per ordre de Napoleó. Quan en 1813 Àustria va abandonar el bàndol francès i va prendre partit pels aliats formant la Sisena Coalició, Schwarzenberg, que havia estat ascendit a mariscal de camp feia poc, va ser nomenat comandant en cap de les tropes aliades del Gran Exèrcit de Bohèmia. Va comandar les tropes aliades a la batalla de Dresden, en la qual les tropes de la coalició van ser derrotades per les franceses, i més tard en la batalla de Leipzig, també coneguda com a Batalla de les Nacions (Völkerschlacht bei Leipzig en alemany). Va ser el general de major edat dels que van portar als aliats a la victòria contra Napoleó després de la campanya de 1813-1814, després de la qual Napoleó va ser desterrat a la Illa d'Elba.

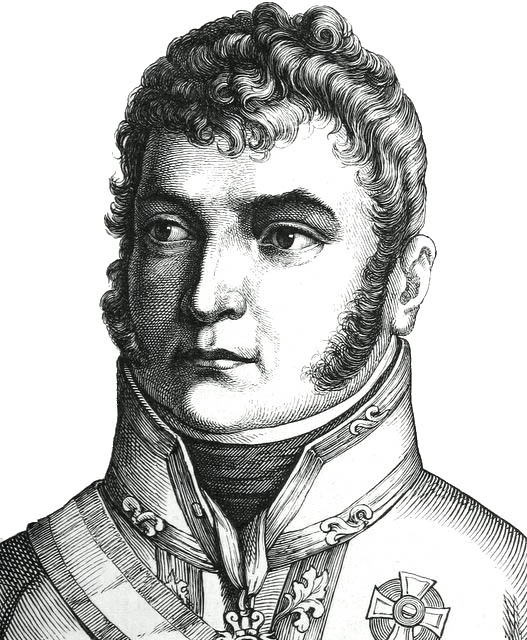
Retrat de Carlos Felipe de Schwarzenberg.

Schwarzenberg ha estat generalment acusat d'haver estat un general massa previngut i conservador, sobretot comparant-ho amb algun dels seus subordinats com Gebhard Leberecht von Blücher. No obstant això, va aconseguir la victòria final d'Àustria i els seus aliats i va rebre honors com les ja citades Creu de l'Ordre de Maria Teresa i el Toisó d'Or, a més de moltes altres condecoracions. Va ser nomenat president de l' Hofkriegsrat i va rebre l'honor d'afegir a les seves armes les d'Àustria.
Poc després va morir la seva germana Carolina, fet que li va afectar molt i va emmalaltir greument. Un atac d'apoplexia el va deixar invàlid en 1817. En 1820, durant una visita a Leipzig per rememorar la batalla guanyada set anys abans, va patir un segon atac, a conseqüència de el qual va morir el 15 d'octubre.

## Família

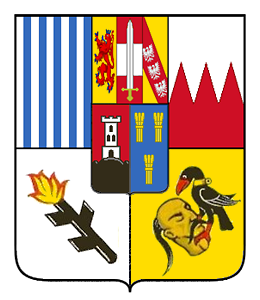
Armes de el príncep de Schwarzenberg.

Es va casar amb la comtessa Maria Anna de Hohenfeld (1767-1848) a Viena el 28 de gener de 1799. Del seu matrimoni van néixer tres fills:
- El seu fill gran, Friedrich, qui va heretar el títol de Príncep de Schwarzenberg, va seguir els passos del seu pare en l'exèrcit (1800-1870).
- Carles Felip II de Schwarzenberg (1802-1858).
- Edmund Leopold Friedrich de Schwarzenberg, qui també va seguir els passos del seu pare (1803-1873).